# Silja Lehtinen
Silja Lehtinen, född den 5 november 1985 i Helsingfors, är en finländsk seglare.
Hon tog OS-brons i match racing i samband med de olympiska seglingstävlingarna 2012 i London.